# Рагби клуб Монпеље
Монпеље (енгл. Montpellier Hérault Rugby) је француски рагби јунион клуб који се тамичи у Топ 14. Боје дреса Монпељеа су плава и бела, а седиште тима је Монпеље. Познати рагбисти који су играли за Монпеље су Џастин Маршал, Кристијан Стоика, Сантиаго Фернандез...
- Европски штит

- Освајач (1) :2004.

- Топ 14

- Вицешампион (1) : 2011.

Први тим
Бизмарк ду Плезис
Чарлс Гели
Жан ду Плезис
Николас Мас
Мајкл Нариашвили
Шалк ван дер Мерве
Том Донели
Жак ду Плезис
Ситалеки Тимани
Пол Вилемсе
Виан Лиебенберг
Акапуси Квера
Бен Мовен
Пјер Спис
Ник Вајт
Камерон Рајт
Бен Лукас
Франсоис Трин-Дук
Роберт Еберсон
Ентони Туитаваке
Бењамин Фал
Марвин Оконор
Пјер Берард
Ентони Флох
Џис Мог